# NSSV
De Nederlandse Schaats Supporters Vereniging, kortweg NSSV, is een supportersvereniging opgericht in Mildam op 17 oktober 1994. Voorzitter is Jan Augustinus.
Reden van oprichting was om schaatssupporters ieder jaar betere toegankelijkheid tot wedstrijden te bieden en te kunnen voorzien van toegangsbewijzen bij de toernooien wereldwijd. Op nationaal niveau is er periodiek overleg met de directie van de KNSB om te bewerkstelligen dat de NSSV voor de grote internationale wedstrijden in Nederland 250 zitplaatsen kan reserveren.
Verder organiseert de NSSV ook jaarlijks de NSSV Talentendag dat tevens een plaatsingswedstrijd is voor de NK junioren C.
De NSSV brengt drie keer per jaar het blad Skate-off uit met informatie over wedstrijden in het schaatsseizoen.
A.S.S.W.S.V. SKITS (Amsterdam) · IJssportvereniging Alblasserwaard (Dordrecht) · E.S.S.V. Alcedo (Rotterdam) · IJsclub Bleiswijk (Bleiswijk) · D.S.V. De Skeuvel (Enschede) · HardrijVereniging Den Haag-Westland · (Den Haag) · IJsclub Eindhoven (Eindhoven) · Schaatsclub Gouda (Gouda) · IJsvereniging Groningen (Groningen) · HCH Heerenveen (Heerenveen) · Hengelose IJsclub (Hengelo) · IJsclub Nut & Vermaak (Leimuiden) · IJsclub Twenthe (Almelo) · 
IJssport Vereniging Leiden (Leiden) · STV Lekstreek (Krimpenerwaard) · Lissesche IJsclub (Lisse) · NSSV (Mildam) · USSV Softijs (Utrecht) · SVS Stevensbeek (Stevensbeek) · IJsvereniging Zoetermeer (Zoetermeer)